# Locomotiva FS 691
Le locomotive del gruppo 691 erano un tipo di locomotiva a vapore per servizi viaggiatori veloci a vapore surriscaldato e a semplice espansione con un motore a 4 cilindri. Furono ottenute dalla ricostruzione e modifica, tra la fine degli anni venti e l'inizio degli anni trenta, del precedente Gruppo 690.

## Storia

La locomotiva FS 691.005, ripresa a Firenze nell'inverno 1929-1930, poco dopo il completamento della trasformazione da FS 690.005, eseguita nell'Officina Grandi Riparazioni di Firenze Porta al Prato tra il 18 luglio e il 28 dicembre 1929. La locomotiva è verniciata in grigio per la presa della fotografia ufficiale.

Alla fine degli anni venti del XX secolo le Ferrovie dello Stato, in seguito al potenziamento della Milano–Bologna che permetteva un maggior carico per asse, presero la decisione di modificare le loro potenti locomotive del gruppo 690, di rodiggio 2-3-1 Pacific, per migliorare le loro prestazioni velocistiche e porre rimedio ai limiti tecnici che impedivano il raggiungimento della velocità massima prevista di 130 km/h. Intorno al 1926, essendo stata abbandonata l'idea di costruire la locomotiva superpotente 695 propugnata dall'ingegnere Giuseppe Bianchi, si concretizzò il progetto di trasformazione delle 690 in 691. La prima unità, la 690.016, entrò nell'Officina Grandi Riparazioni di Firenze Porta al Prato per ricevere una nuova caldaia del tipo già usato nelle locomotive del gruppo 746 previo allungamento del telaio. Venne installato anche un preriscaldatore tipo Knorr e sperimentati dispositivi atti ad aumentare la produzione di vapore in caldaia come iniettori a vapore di scarico e sifoni termici. Alla fine la macchina ottenuta, ridenominata 691.016, nelle prove si dimostrò perfettamente atta allo scopo e aprì il passo alla trasformazione dell'intero gruppo 690 in gruppo 691. La modifica comportò un ulteriore aumento del peso per asse che salì a 20 t. e ciò ne limitò il campo d'impiego alle linee Milano–Chiasso, Milano–Venezia e Roma–Napoli (via Formia). La prima serie di trasformazioni, 11 unità, venne assegnata al deposito locomotive di Milano.
Furono utilizzate sulla linea Milano–Bologna, fino all'elettrificazione nel 1939, sulla Milano–Venezia e sulla Milano–Domodossola fino al 1955. Su tali linee, le 691 trainavano diretti, direttissimi e, soprattutto, rapidi, mentre sulla Milano-Venezia-Trieste trainarono anche il Simplon Orient Express, in sostituzione delle S.685. Una locomotiva del gruppo, la 691.011, detiene il record italiano di velocità per locomotive a vapore, con 150 km/h.
L'intero gruppo venne accantonato e demolito tra il 1962 e il 1963.
L'unico esemplare ancora esistente di questo gruppo è la 691.022, esposta presso il Museo Nazionale della Scienza e della Tecnica di Milano.

## Caratteristiche
Le locomotive del gruppo 691, derivate dalla trasformazione dell'intero gruppo 690, sono state l'unico esempio di locomotiva con rodiggio Pacific costruita in Italia. Vennero progettate e costruite in 33 unità quando già si stava sperimentando con successo la trazione elettrica a corrente alternata trifase. Le locomotive 690 erano macchine a vapore surriscaldato e semplice espansione a 4 cilindri, 2 interni e 2 esterni. Erano state costruite soprattutto per i servizi viaggiatori veloci sulle linee di pianura, con ruote di grande diametro ed erano teoricamente in grado di raggiungere i 130 km/h ma la loro potenza di 1400 CV limitava tale possibilità.
La trasformazione operata consistette nel cambio della caldaia di origine con quella del gruppo 746, di maggiori dimensioni e con un forno dalla superficie di griglia di 4,3 metri quadrati, contro i 3,6 metri quadrati di quella della 690. Questo elevava la produzione oraria di vapore e aumentava quindi la potenza ottenibile che da 1400 CV passava a 1550 e successivamente, con ulteriori modifiche, a 1750 CV.
L'aumento di potenza ulteriore veniva ottenuto, per mezzo del surriscaldatore Schmidt a tubi piccoli che presentava una superficie totale di surriscaldamento di 112 metri quadrati, e con l'elevazione della pressione in caldaia dai 12 bar della prima serie di 690 a 16 bar.
La distribuzione del vapore era a stantuffo cilindrico con meccanismo di tipo Walschaerts.

Vista dal lato destro della locomotiva FS 691.033 ripresa all'interno dello stabilimento della Società Italiana Ernesto Breda di Sesto San Giovanni nell'aprile 1932 poco dopo la trasformazione da FS 690.033. All'estremità destra del praticabile, ai due lati della custodia del condotti di immissione del vapore nei cilindri, si vedono il compressore Westinghouse di generazione dell'aria compressa per il freno e la pompa Nielebock-Knorr di alimentazione del preriscaldatore dell'acqua di alimentazione della caldaia.

Vista dal lato sinistro della locomotiva FS 691.033 ripresa all'interno dello stabilimento della Società Italiana Ernesto Breda di Sesto San Giovanni nell'aprile 1932 poco dopo la trasformazione da FS 690.033. All'estremità sinistra del praticabile si vede il preriscaldatore Knorr dell'acqua di alimentazione della caldaia.

Il sistema frenante era del tipo automatico ad aria compressa, sistema Westinghouse. Per il solo mezzo di trazione, inoltre, era presente anche il freno moderabile diretto ed il freno a mano di stazionamento sul tender.
Il telaio in lamiera di acciaio chiodata poggiava, mediante sospensioni a balestra e bilancieri, su un rodiggio composto da un carrello anteriore girevole, tre assi motori accoppiati a bielle e un carrello bissel posteriore.
Il tender accoppiato, a carrelli, fu del tipo 2'2'T29 con una scorta d'acqua di 29 tonnellate e 5,5 tonnellate di carbone.

### Modifiche e notizie particolari[1]
Tra le modifiche attuate allo scopo di aumentarne le prestazioni, una riguardò un problema di natura tecnica; la marcia a velocità elevate produceva un rilevante numero di guasti per fusione dei cuscinetti delle bielle motrici che dovettero essere maggiorati nelle loro dimensioni.
Nel 1938 alla 691.026 venne applicata una carenatura aerodinamica, seguendo un po' la moda del tempo, ritenendo che con essa sarebbe aumentata la velocità. Tuttavia il miglioramento del Cx alle velocità raggiunte dalla locomotiva non presenta variazioni tali da compensare l'effetto dell'aumento di massa della macchina. Pertanto a causa del deludente risultato nel 1943 venne riportata all'aspetto originale.
Nel 1930 venne applicato un deflettore di fumo alla 691.004 con scarsi risultati.
La 691.015 restò gravemente danneggiata in uno scontro con un ETR 200 presso la stazione di Milano Lambrate il 30 ottobre 1939 e venne demolita.
Nell'estate 1944, la 691.008 e la 691.029 furono fatte rovinosamente deragliare dai partigiani in Val d'Ossola e successivamente demolite nell'agosto 1946.
La locomotiva 691.011 ha stabilito il record italiano di velocità per locomotive a vapore, con 150 km/h raggiunti nel tratto Vicenza-Verona della linea Milano-Venezia.

## Deposito locomotive di assegnazione
Locomotive del gruppo 691 nel 1934:
- Deposito locomotive di Milano, 18 unità
- Deposito locomotive di Bologna, 15 unità

Nel 1937 tutte le locomotive vennero concentrate a Milano.
Nel 1958 12 unità vennero assegnate al Deposito locomotive di Venezia e le restanti 18 accantonate.